# Ватерлоо (Каліфорнія)
Ватерлоо (англ. Waterloo) — переписна місцевість (CDP) в США, в окрузі Сан-Хоакін штату Каліфорнія. Населення — 534 особи (2020).

## Географія
Ватерлоо розташоване за координатами 38°2′11″ пн. ш. 121°11′4″ зх. д. / 38.03639° пн. ш. 121.18444° зх. д. (38.036452, -121.184555).  За даними Бюро перепису населення США в 2010 році переписна місцевість мала площу 14,08 км², уся площа — суходіл.

## Демографія
Згідно з переписом 2010 року, у переписній місцевості мешкали 572 особи в 210 домогосподарствах у складі 164 родин. Густота населення становила 41 особа/км².  Було 224 помешкання (16/км²).
Расовий склад населення:
| - 78,7 % — білих - 3,7 % — азіатів - 0,9 % — корінних американців - 0,2 % — вихідців з тихоокеанських островів - 13,5 % — осіб інших рас |

До двох чи більше рас належало 3,1 %. Частка іспаномовних становила 26,6 % від усіх жителів.
За віковим діапазоном населення розподілялося таким чином: 20,5 % — особи молодші 18 років, 61,8 % — особи у віці 18—64 років, 17,7 % — особи у віці 65 років та старші. Медіана віку мешканця становила 47,1 року. На 100 осіб жіночої статі у переписній місцевості припадало 105,0 чоловіків;  на 100 жінок у віці від 18 років та старших — 97,0 чоловіків також старших 18 років.
Середній дохід на одне домашнє господарство  становив 117 273 долари США (медіана — 109 485), а середній дохід на одну сім'ю — 132 546 доларів (медіана — 137 500). 
Цивільне працевлаштоване населення становило 215 осіб. Основні галузі зайнятості: освіта, охорона здоров'я та соціальна допомога — 31,6 %, фінанси, страхування та нерухомість — 19,5 %, оптова торгівля — 14,0 %, транспорт — 10,2 %.